# Vino Črne gore
Črnogorsko vino je vino, pridelano v balkanski državi Črni gori. Številni črnogorski vinogradi se nahajajo v južnih in obalnih regijah države. Črnogorska vina so narejena iz široke palete sort grozdja, kot so Krstač, Cabernet Sauvignon, Chardonnay in Vranac.     